# Gillian Sutherland
Pour les articles homonymes, voir Sutherland.
Gillian Sutherland est une historienne, fellow émérite au Newnham College, à Cambridge. Elle s'intéresse particulièrement à l'éducation primaire en Angleterre au XIXe siècle. 

## Biographie
Gillian Sutherland soutient une thèse de doctorat à Oxford, en 1970. Elle réalise l'ensemble de sa carrière universitaire, de 1965 à 2007, à Newnham College, Cambridge. Elle est principale adjointe du collège, de 1989 à 1996. Elle est directrice honoraire des études d'histoire et fellow émérite du collège. 
Elle est membre de la Royal Historical Society.

## Activités de recherche et d'édition
Dans son livre Faith, Duty and the Power of Mind: The Cloughs and their Circle 1820–1960, Gillian Sutherland s'intéresse à deux personnalités de l'éducation, Anne Clough, première principale de Newnham College, collège pour femmes de Cambridge, et à la nièce de celle-ci, Blanche Clough qui est la quatrième principale de ce collège. Son étude concerne notamment leur cercle de relations amicales et professionnelles sur deux siècles, lui permettant d'étudier « la lente émergence des femmes des classes moyennes hors de la sphère domestique où elles étaient confinées durant la première moitié du XIXe siècle ». Elle souligne que leur parcours, dans les années étudiées, fait d'elles les témoins de la fin des attitudes victoriennes à l'égard de l'accès des femmes à l'enseignement supérieur,. 
Elle étudie les tests scolaires en Angleterre, dans une perspective critique,. Elle s'intéresse également aux politiques de l'éducation en Angleterre.

## Publications
- « The Study of History of Education », History, vol. 54, no 180,‎ février 1969, p. 49-59 (lire en ligne, consulté le 22 novembre 2019).
- (dir.) Studies in the Growth of Nineteenth-Century Government, Routledge, 1972  (ISBN 0710071701)
- Policy-making in Elementary Education : 1870-1895, Oxford University Press, 1973, 391 p.  (ISBN 0-19-821847-8)
- Matthew Arnold on education, (éd. scientifique et préf.) Penguin Education, 1973, 277 p.  (ISBN 0140812016)
- « The Magic of Measurement: Mental Testing and English Education 1900-1940 », Transactions of the Royal Historical Society, vol. 27,‎ 1977, p. 135-153 (lire en ligne, consulté le 22 novembre 2019).
- avec Stephen Sharp, « “The Fust Official Psychologist in the Wurrld”: Aspects of the Professionalization of Psychology in Early Twentieth Century Britain », History of Science, vol. 18, no 3,‎ septembre 1980, p. 181-208 (lire en ligne, consulté le 23 avril 2021).
- « The movement for the higher education of women: its intellectual and social contexts in England, c.1840–80 », in P. J. Waller (dir.), Political and social change in modern Britain, Brighton, The Harvester Press, 1987,  (ISBN 0710811330) p. 91-116.
- « Education », In Francis Thompson (en), (dir.), The Cambridge Social History of Britain 1750-1950, vol. 3, Cambridge University Press, Cambridge, 1990.
- « Girton for ladies, Newnham for governesses », in Jonathan Smith, Christopher Stray (dir.), Teaching and Learning in Nineteenth-Century Cambridge, History of the University of Cambridge. Texts and Studies 4, Woodbridge : Boydell Press, 2001, 235 p.  (ISBN 9780851157832)
- Faith, Duty, and the Power of Mind: The Cloughs and Their Circle, 1820–1960, Cambridge University Press, 2006
- In Search of the New Woman. Middle-Class Women and Work in Britain 1870–1914, Cambridge University Press, 2015  (ISBN 9781316137000)
- Ability, Merit, and Measurement: Mental Testing and English Education, 1880-1914, Clarendon Press of Oxford University
- (dir.) Studies in the Growth of Nineteenth Century Government, Routledge, 2012, 320 p.  (ISBN 978-0415652117)